# O!RUL8,2?
O!RUL8,2? (rappresentazione grafica dell'inglese Oh! Are you late, too?, "Sei in ritardo anche tu?") è il primo EP del gruppo musicale sudcoreano BTS, pubblicato l'11 settembre 2013.

## Annuncio e pubblicazione
L'uscita dell'EP è stata annunciata il 28 agosto 2013, quando la Big Hit Entertainment ha caricato su YouTube un trailer promozionale contenente la prima traccia del disco, Intro: O!RUL8,2?, eseguita da Rap Monster. Nella clip, realizzata in grafica computerizzata 3D, alcuni oggetti tradizionalmente associati all'hip hop, come il microfono e il DJ controller, vanno in pezzi e si rifondono nel logo dei BTS. Il 2 settembre è uscita la tracklist, mentre quattro giorni dopo è stato rivelato che il brano apripista sarebbe stato N.O (acronimo di "no offense"). Il 9 settembre la casa discografica ha pubblicato un'anteprima audio dell'opera.

## Descrizione
Musicalmente, l'EP mantiene gli elementi old school hip hop già utilizzati dai BTS nelle opere precedenti. I testi contengono il messaggio "devi trovare la felicità prima che sia troppo tardi", con Intro: O!RUL8,2? che s'interroga sulle ragioni per cui si sogna e N.O su come condurre una vita indipendente, invitando a non vivere i sogni degli altri e mostrando la frustrazione del gruppo nei confronti del rigido sistema scolastico coreano, con il primo verso che recita "Una bella casa, una bella macchina, possono essere la felicità? A Seul verso le SKY, i miei genitori saranno davvero contenti?". In We On affrontano e deridono gli hater che mettono in dubbio la loro autenticità, riconoscendo lo stigma derivante dall'aver lasciato la scena underground e difendendo le proprie scelte creative, e in If I Ruled the World e BTS Cypher Pt. 1 proseguono l'espressione della rabbia e della determinazione a dar prova di sé come idol hip hop. Skit: R U Happy Now? è una conversazione in cui si dicono soddisfatti del semplice fatto che il loro sogno di debuttare si sia avverato. Il pezzo con influenze jazz Coffee esplora lo sviluppo e le conseguenze di una relazione importante paragonandoli a diversi tipi di caffè come il macchiato al caramello e l'americano. Satoori Rap è un rifacimento della canzone omonima registrata dai tre rapper dei BTS nel 2011 prima di debuttare: interamente scritta in tre dialetti coreani ("satoori"), racconta un litigio per la supremazia tra le province rivali del Jeolla (rappresentata da Jin, Rap Monster e J-Hope) e del Gyeongsang (rappresentata da Suga, Jimin, V e Jung Kook), sviscerando alcuni dei luoghi comuni sugli abitanti delle due aree e invitando a rispettare le città natali altrui. Attack On Bangtan, il cui titolo è un rimando all'anime Attack on Titan, parla dell'impegno del gruppo nella ricerca della popolarità ed esprime la sicurezza nel fatto che crescerà restando unito. Outro: Luv in Skool ha un'atmosfera romantica tipica dello slow jam degli anni Novanta.

## Promozione
Il videoclip di N.O è stato caricato online il giorno dell'uscita del disco; esso contiene elementi fantascientifici e ha una doppia ambientazione: da una parte un deserto con delle mani che emergono dal terreno, dall'altra un'aula scolastica nella quale il gruppo è sottoposto ad un lavaggio del cervello affinché segua le regole. Complessivamente è una critica al sistema educativo che infonde un'unica linea di pensiero negli studenti.
Le promozioni del disco sono iniziate il 12 settembre a M Countdown. Il gruppo ha portato in scena ai programmi musicali sudcoreani N.O fino a novembre, quando l'ha cambiata con Attack On Bangtan.

## Tracce
1. Rap Monster – Intro: O!RUL8,2? – 1:11 (Pdogg, Rap Monster)
2. N.O – 3:30 (Pdogg, "Hitman" Bang, Rap Monster, Suga, Supreme Boi)
3. We On – 3:51 (Pdogg, Rap Monster, Suga, J-Hope)
4. Skit: R U Happy Now? – 2:28
5. If I Ruled the World – 4:07 (Pdogg, Rap Monster, Suga, J-Hope)
6. Coffee – 4:20 (Urban Zakapa, Pdogg, Slow Rabbit, Rap Monster, Suga, J-Hope)
7. Rap Monster, Suga e J-Hope – BTS Cypher Pt.1 – 2:11 (Supreme Boi, Rap Monster, Suga, J-Hope)
8. Attack On Bangtan (진격의 방탄?, Jingyeog-ui bangtanLR) – 4:07 (Pdogg, Rap Monster, Suga, J-Hope, Supreme Boi)
9. Satoori Rap (팔도강산?, PaldogangsanLR) – 3:25 (Pdogg, Rap Monster, Suga, J-Hope)
10. Jin, Jimin, V e Jung Kook – Outro: Luv in Skool – 1:26 (Slow Rabbit, Pdogg)

Note:
- Il titolo originale di Coffee è Drinking Coffee degli Urban Zakapa.

## Formazione
Crediti tratti dalle note di copertina del disco.
Gruppo
- Jin – voce
- Suga – rap, scrittura (tracce 2-3, 5-9)
- J-Hope – rap, scrittura (tracce 3, 5-9)
- Rap Monster – rap, scrittura (tracce 1-3, 5-10)
- Jimin – voce, ritornello (traccia 6)
- V – voce
- Jung Kook – voce, ritornelli (tracce 2-3, 5-6, 8, 10)

Produzione
- "Hitman" Bang – scrittura (traccia 2)
- Choi Hyo-young – mastering
- Go Seung-wook – missaggio (traccia 8)
- Jaemstring – archi (traccia 1)
- Jung Jae-pil – chitarra (traccia 6)
- Kim Hyun-ah – ritornello (traccia 6)
- Ken Lewis – missaggio (tracce 3, 5-6)
- Vlado Meller – mastering
- Miss Kay – tastiera (traccia 6)
- Pdogg – scrittura (tracce 1-3, 5-6, 8-10), produzione (tracce 1-6, 8-10), tastiera (tracce 1-3, 5, 8-9), sintetizzatore (tracce 1-3, 5, 8-10), voce classica (traccia 1), arrangiamento voci e rap (tracce 1-3, 5-10), registrazione (tutte le tracce), talk box (tracce 5, 10), ritornelli (tracce 5, 8), produzione aggiuntiva (traccia 7)
- James F. Reynolds – missaggio (traccia 2)
- Shin Min – arrangiamento archi (traccia 1)
- Slow Rabbit – scrittura (tracce 6, 10), produzione (tracce 6, 10), tastiera (traccia 10)
- Supreme Boi – scrittura (tracce 2, 7-8), ritornelli (tracce 2, 8), produzione (traccia 7), tastiera (traccia 7), sintetizzatore (traccia 7), arrangiamento voci e rap (traccia 7), registrazione (traccia 7)
- Urban Zakapa – scrittura (traccia 6)
- Yang Chang-won – missaggio (tracce 1, 4, 7, 9-10)

## Successo commerciale
O!RUL8,2? è stato il cinquantacinquesimo disco più venduto del 2013 in Corea del Sud secondo la Circle Chart, con 34 030 copie.

## Classifiche

### Classifiche settimanali
| Classifica (2013-24) | Posizione massima |
| -------------------- | ----------------- |
| Corea del Sud        | 4                 |
| Croazia              | 40                |
| Portogallo           | 182               |
| Svizzera             | 66                |

### Classifiche di fine anno
| Classifica (2013) | Posizione |
| ----------------- | --------- |
| Corea del Sud     | 55        |
| Classifica (2014) | Posizione |
| Corea del Sud     | 92        |
| Classifica (2015) | Posizione |
| Corea del Sud     | 87        |
| Classifica (2016) | Posizione |
| Corea del Sud     | 86        |
| Classifica (2017) | Posizione |
| Corea del Sud     | 99        |
| Classifica (2018) | Posizione |
| Corea del Sud     | 82        |
| Classifica (2019) | Posizione |
| Corea del Sud     | 81        |
| Classifica (2021) | Posizione |
| Corea del Sud     | 85        |

## Annotazioni
1. ↑  "SKY" è l'acronimo di Seoul University, Korea University e Yonsei University, le tre principali università sudcoreane.[8]